# Baldev Singh (koszykarz)
Baldev Singh (ur. 3 stycznia 1951) – indyjski koszykarz, uczestnik Letnich Igrzysk Olimpijskich 1980.
Na olimpiadzie rozegrał 7 spotkań. Razem z drużyną zajął ostatnie 12. miejsce. Zdobył:
- 30 punktów,
- 20 zbiórek,
- 5 przechwytów[1].